# Bucătăria spaniolă

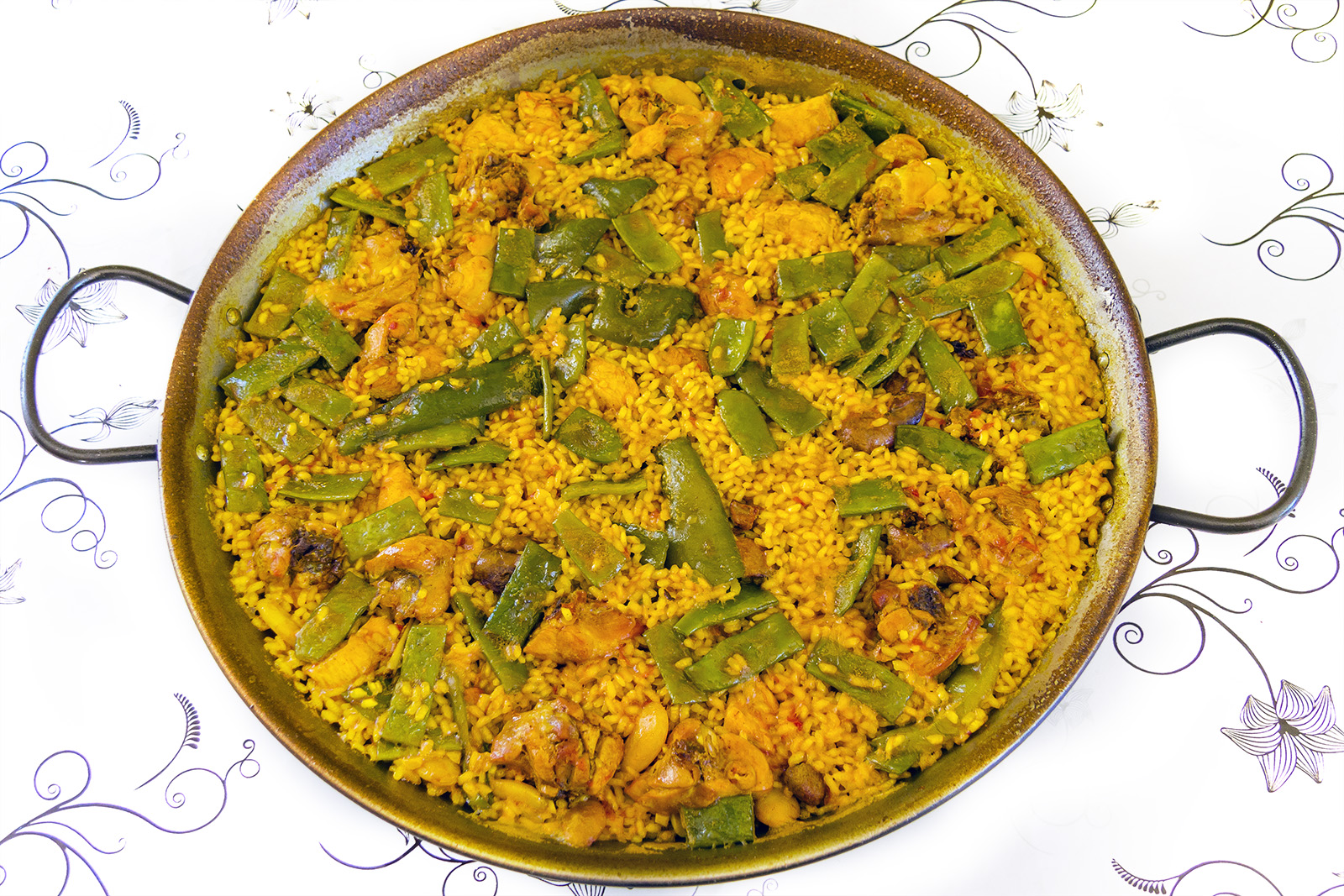
Paella din Valencia

Bucătăria spaniolă este una dintre cele mai diversificate bucătării europene.

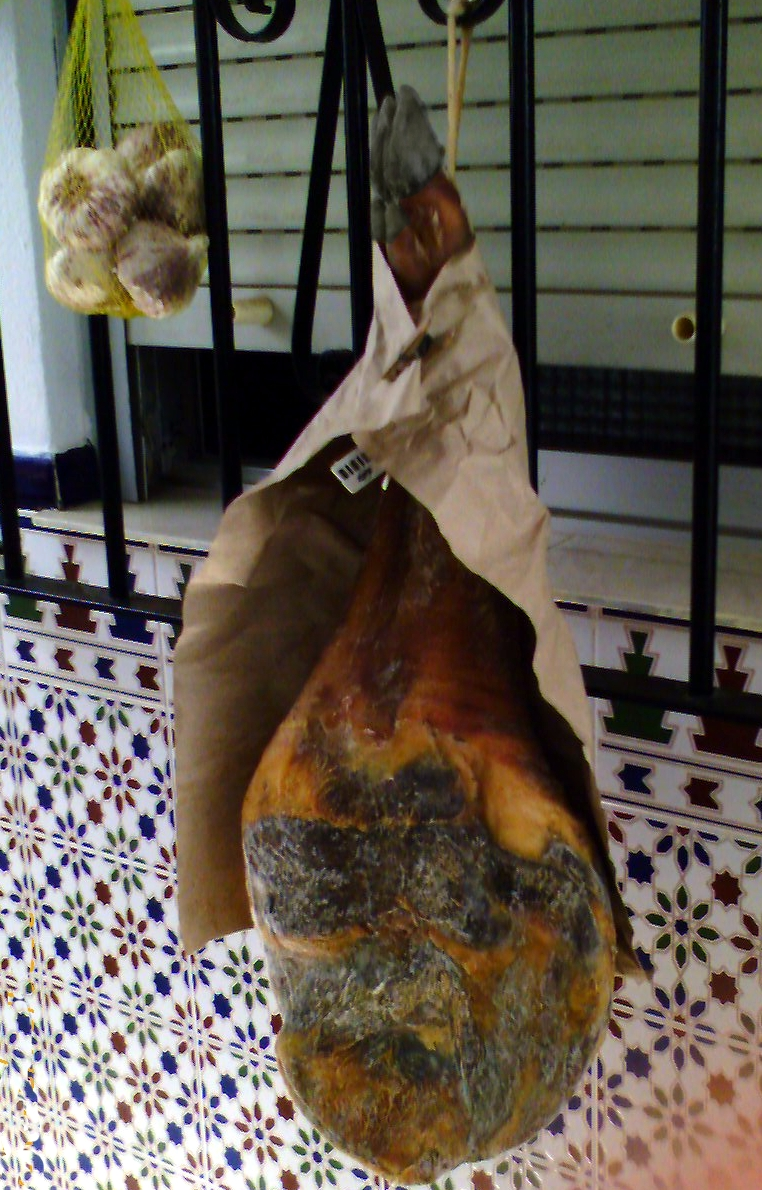
Jambonul de porc iberic (El jamon de cerdo iberico)

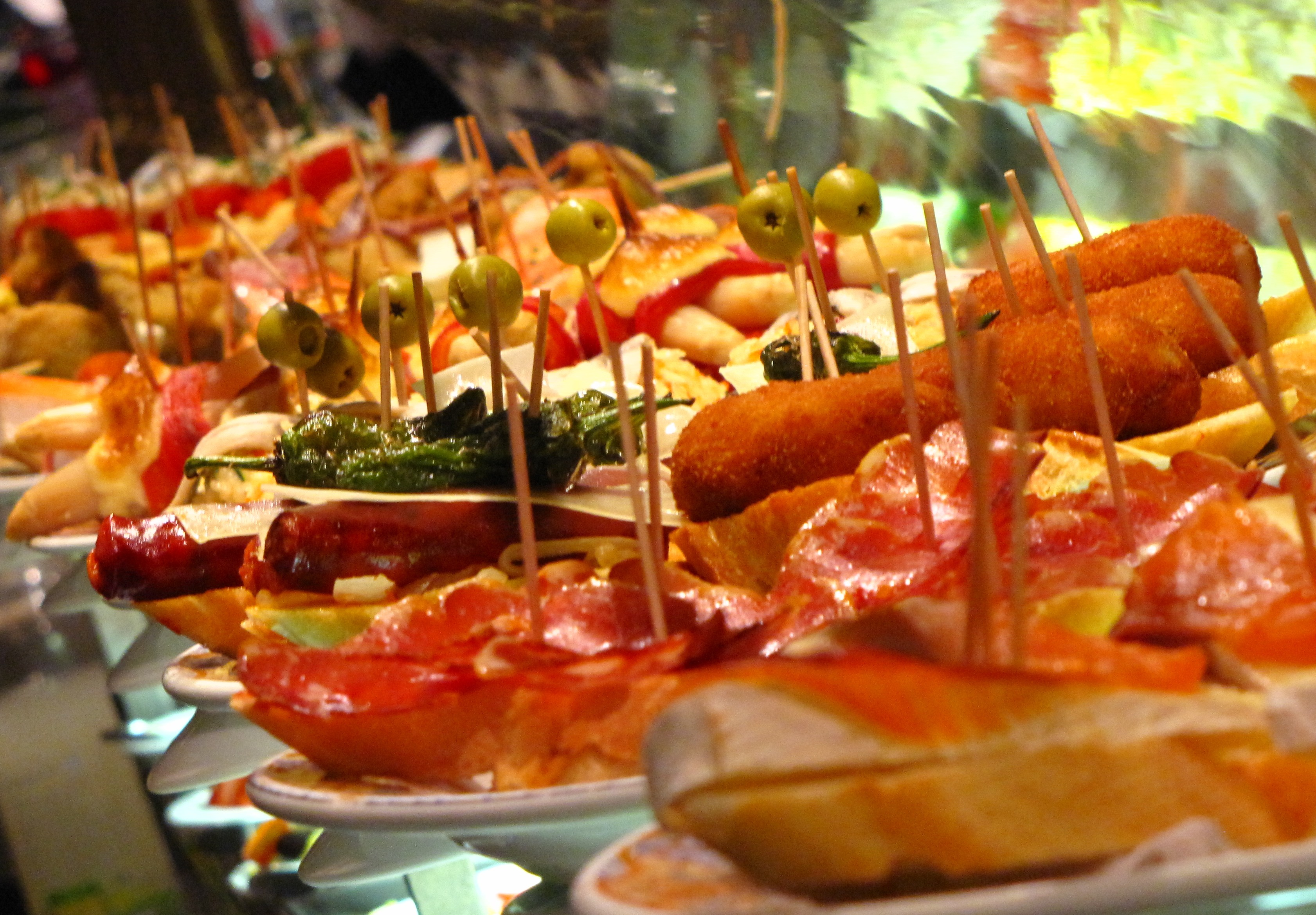
Tapas din Barcelona

Aromat si din carne fina, este ingredientul cel mai bun pentru completarea unui vin fin. Este un produs inegalabil, care provine din porc de rasa iberica, hranit numai cu ghinde. Insa, microclima unica din regiunea de provenienta (Sierra de Aracena si Sierra Norte) il fac cel mai faimos din lume. Popular, este cunoscut sub denumirea de "pata negra" (picior negru) din cauza culorii copitei.
În sudul Spaniei, este, de asemenea tipic în "tapas" alimente gastronomie. Un capac este un mic eșantion de un fel de mâncare gătit, care este, de obicei, însoțită de o băutură. În Andaluzia se solicită o bere sau vin și este însoțită de un capac. Capacul poate fi mezeluri, masline, hamburger, carne in sos, etc.